# Кхема
Кхема наред с Упалавана е едната от двете главни ученички на историческия Буда Шакямуни. Името Кхема означава добре композирана, а тя била изключително красива. Принадлежала на кралската фамилия на Магадха и била една от главните съпруги на крал Бимбисара.
Тя не желаела да се среща с Буда защото знаела, че той не държи особено на красотата, а тя добре осъзнавала своята. Тя знаела за Буда от своя съпруг, който я насърчавал да чуе ученията му и казал колко е красив неговия манастир – с прекрасни предмети и украса с кралски разкош. Привлечена от това великолепие тя отишла в манастира на Буда. Виждайки нейното приближаване Буда чрез своите специални сили създал точно до Кхема една изключително красива девойка, по-красива от самата нея. Кхема била запленена от тази красота и Буда постепенно състарил девойката:
Кхема видяла как красивата кожа на девойката се сбръчква, косата ѝ посивява, а тялото ѝ се състарява. След това тя вижда как тялото пада от старост и умира, оставяйки само труп, който от своя страна става на купчинка кости. Разбирайки, че всички обусловени явления са нетрайни Кхема осъзнава, че съвсем същото ще се случи с нея. Как би могла да запази своята красота, когато вижда цялата тази изисканост да се разрушава пред очите ѝ?
Кхема накрая пожелала да слуша Буда и след неговите поучения тя постига пълната реализация на Архат. С позволението на съпруга си тя се присъединява към Сангхата на монахините.